# Jenny Karolius
Jenny Karolius (født 24. maj 1996 i Berlin) er en tysk håndboldspiller, som spiller for Bayer Leverkusen og det tyske landshold.